# ジョン・カパルロ
ジョン・カパルロ（John Caparulo、1975年9月22日 - ）は、アメリカ合衆国の俳優、声優。

## 出演作品
- スイチュー! フレンズ（ヘッドホン・ジョー）